# Walentyn Hrekow
Walentyn Anatolijowytsch Hrekow (ukrainisch Валентин Анатолійович Греков; * 18. April 1976 in Dnipropetrowsk, Ukrainische SSR) ist ein ehemaliger ukrainischer Judoka. Er war 2002, 2003 und 2007 Europameister.

## Karriere
Der 1,83 m große Walentyn Hrekow kämpfte bis zum Jahr 2000 im Halbmittelgewicht, der Gewichtsklasse bis 81 Kilogramm. 1999 gewann er das Weltcup-Turnier in Moskau. Bei den Europameisterschaften 2000 in Breslau erreichte er mit einem Sieg über den Deutschen Dirk Radszat das Halbfinale, nach Niederlagen gegen den Spanier Ricardo Echarte und den Esten Aleksei Budõlin belegte er den fünften Platz.
2001 wechselte Hrekow ins Mittelgewicht, die Gewichtsklasse bis 90 Kilogramm. Bei den Europameisterschaften 2001 in Paris belegte er den siebten Platz. Im Januar 2002 gewann er das Turnier in Moskau. Drei Monate später bei den Europameisterschaften in Maribor bezwang er im Viertelfinale den Niederländer Mark Huizinga, im Halbfinale den Georgier Surab Swiadauri und im Finale den Weißrussen Sergej Kucharenko. 2003 gewann er das Weltcup-Turnier in Budapest und unterlag im Finale des Turniers von Rom dem Italiener Yosvane Despaigne. Bei den Europameisterschaften in Düsseldorf besiegte er im Viertelfinale den Franzosen Frédéric Demontfaucon, im Halbfinale den Esten Dmitri Budõlin und im Finale den Russen Chassanbi Taow. Bei den Weltmeisterschaften 2003 in Osaka schied er in seinem Auftaktkampf gegen den Italiener Francesco Lepre aus. Bei den Europameisterschaften 2004 in Bukarest unterlag er Francesco Lepre im Halbfinale, im Kampf um eine Bronzemedaille bezwang er Frédéric Demontfaucon. Bei den Olympischen Spielen 2004 in Athen gewann Hrekow seinen Auftaktkampf gegen den Spanier David Alarza und schied dann im Achtelfinale gegen den Argentinier Eduardo Costa aus.
2005 belegte Hrekow den siebten Platz bei den Europameisterschaften in Rotterdam. Ende 2005 gewann er seinen ersten ukrainischen Meistertitel, 2008 und 2009 folgten zwei weitere Titel. 2006 schied Hrekow in seinem Auftaktkampf bei den Europameisterschaften in Tampere gegen den Griechen Ilias Iliadis aus. Ein Jahr später bei den Europameisterschaften in Belgrad bezwang er im Viertelfinale den Polen Krzysztof Węglarz, im Halbfinale den Deutschen Michael Pinske und im Finale den Georgier Irakli Zirekidse. Bei den Olympischen Spielen 2008 in Peking verlor er seinen Auftaktkampf gegen José Gregorio Camacho aus Venezuela.
2010 unterlag Hrekow bei den Weltmeisterschaften in Tokio im Viertelfinale dem Georgier Warlam Liparteliani. Mit einem Sieg in der Hoffnungsrunde gegen den Österreicher Max Schirnhofer erreichte Hrekow den Kampf um eine Bronzemedaille, den er allerdings gegen Elxan Məmmədov aus Aserbaidschan verlor. 2011 belegte Hrekow den siebten Platz bei den Weltmeisterschaften in Paris. 2013 erreichte er das Finale beim Grand-Slam-Turnier in Baku, dort verlor er gegen Shahin Gahramanov aus Aserbaidschan. Ende 2013 wurde Hrekow zum Abschluss seiner Karriere noch einmal Zweiter bei den ukrainischen Meisterschaften.